# Chemnitzia rakiura
Chemnitzia rakiura är en snäckart som beskrevs av Laws 1937. Chemnitzia rakiura ingår i släktet Chemnitzia och familjen Pyramidellidae. Inga underarter finns listade i Catalogue of Life.